# 沈抚城际铁路
沈抚城际铁路，原为苏抚铁路或抚顺支线铁路，西起沈大铁路的苏家屯站，向东北行，经榆树台、孤家子、牛相屯、深井子、李石寨、瓢儿屯、大官屯终到抚顺站。沿途共18个车站，全线营业里程61公里，设计时速120公里。为首条在既有线路上进行改造而成的城际铁路。沈抚城际铁路是辽宁省沈抚同城化战略的重要组成部分。
沿线有浑榆、抚抚（抚城）、抚将三条支线与之连接。吸引区内土地肥沃，盛产大豆、水稻等农作物；抚顺地下资源丰富，埋藏着大量的优质煤炭，油母页岩及其它矿藏。全线均在辽宁省境内。
该线对发展辽宁工业，联结辽宁中部重要工业城市有很大意义。

## 历史
1901年以前，抚顺煤田由中国商办的煤矿公司开采。
1902年，沙俄攫取了抚顺煤矿开采权。
1903年中东铁路南满铁路支线通车，俄国人涌入抚顺千金寨地区开发丰富的煤炭资源。沙俄当局为外运抚顺千金寨的煤炭，未经清政府允许，从中东铁路南满铁路支线浑河站出岔，沿浑河南岸向东至抚顺煤田方向铺设建设了抚顺支线铁路，全长58公里，连接中东铁路穿过千金寨修到老虎台矿，线路全长53.3公里。
1903年建成的千金寨站设备简陋，只有到发线3股、停留线2股，每天的货物装载量仅为50辆至80辆。
1904年2月日俄战争开始后，沙俄为了急于解决军运用煤，急速地铺设了1条1524毫米的宽轨距铁路·当时的铁路以老虎台矿为终点，桥梁等设施均为临时性构造。
1905年3月9日日俄战争后，抚顺煤矿和铁路被日军占领，称为“满铁抚顺炭矿”。同年4月18日至8月1日，日本军用铁道临时监理部将宽轨距改为窄轨距1067毫米，将起点站由浑河改为苏家屯，终点由老虎台改为抚顺（原名千金寨、永安桥）。
1906年4月，千金寨站开始正式办理客货运输。
1907年4月1日南满洲铁道株式会社接管抚顺线，将沙俄铺设的每米25公斤钢轨更换为美国制造的40公斤钢轨。同年8月16日至1908年7月31日开始对临时性设施进行永久性改造。同时将1067毫米轨距改为1435毫米标准轨距，将临时性木桥改为永久性桥梁，扩建与延长了车站股道，增设了客货运设备等。1923、1925年铺设苏家屯至瓢儿屯间复线。
1914年10月，日本将千金寨站以东各线划为抚顺煤矿专用铁路。
1923年11月，在永安台上建成的新火车站被称为抚顺站（南站），1924年7月1日正式通车。1926年，日本将千金寨站迁至大官屯附近扩建新站，改名为大官屯站。
1925年张作霖的东北当局修建奉吉铁路（即今日的沈吉铁路）之奉（天）海（龙）铁路段，沈阳到抚顺城站长45公里，俗称抚顺北线。至此，从沈阳到抚顺有南北两条铁路。
1926年复线铺设到大官屯。同时废弃了古城河至老虎台段铁路。
1944～1945年6月修建抚顺至抚顺城联络线。1945年7月修建抚顺至将军堡间联络线·勾通了苏抚线与沈吉线的联络。1945年“九·三”胜利后，苏抚线被国民党政府军占领，复线被拆除，铁路设施遭到严重破坏。沈阳解放后，经抢修，苏抚线恢复单线行车。1956年，经铁道部批准，投资300万元，修复大官屯至瓢儿屯间复线。
1958年7月，铁道部投资800万元，修复苏抚全线，仅3个月时间全线复线竣工，于9月30日通车。共完成铺轨34.25公里，桥涵16座。通过能力由36·9对提高到65对，解决了苏家屯抚顺间运输堵塞问题。随着抚顺工业飞速发展，运量增加，1959年7月，动工扩建大官屯编组站。以延长站场股道为主，增设抚顺矿务局红旗线。由沈阳铁路局第二工程段施工。于1961年8月全部完成，共投资211万元。完成的主要工程量有路基土石方10万立方米，新铺线路9.8公里，改铺线路6.35公里，新铺道岔56组，改铺道岔19组，新建桥涵3座，转盘1座，灰坑2个，煤台1座。1966年，上行35～49公里间铁路修建更换为50公斤/米再用钢轨，1981年开始，对苏抚线逐年进行大修，更换为50公斤/米无缝钢轨，钢筋混凝土轨枕，70型扣板式扣件，至1984年更换完毕。1995年末。苏抚线线路总延长170．7公里，其中正线100，9公里（上行46·7公里、下行54.2公里），站线60.9公里，段管线6.7公里，岔线1.9公里，特别用途线0·3公里。无缝线路93·7公里，正线均为50公斤/米钢轨。线路最大坡度上行9.2‰，下行8‰；最小曲线半径上行399米，下行800米；全线有桥梁45座、1039延长米，涵渠11座、250延长米。线路允许速度上行每小时70公里、下行80公里，榆树台至大官屯间上、下行均为100公里。全年发送货物976.7万吨，发送旅客188.6万人。
沈抚城际铁路改造工程开工于2008年11月，全长61公里，于2009年7月30日开通。采用NDJ3型柴油动车组，全程票价17元。2010年11月2日，城际列车改为25G型客车，全程票价降至11元。2011年12月17日，城际列车改为25B型客车，全程票价降至5.5元。时至2014年，城际列车每日运营3对，除沈阳站、抚顺站、抚顺北站外，中间仅有瓢儿屯、李石寨、榆树台3站办理客运业务，车体使用空调硬座车体，每列车挂4节编组。实际运营票价为10.5元。客流中等。沈抚城际铁路开通后，由于票价较高，与沈抚城际巴士雷锋号11元的票价相比并不具备优势，导致客流稀少。
2014年12月9日，城际列车的25G型客车全部停止使用。2014年12月10日起，沈吉线沈阳北至抚顺北区间完成电气化改造，并开行CRH和谐号动车组列车，使用车型均为CRH5型。沈阳北站至抚顺北站最快全程仅需32分钟，二等座票价13元。
2017年9月，由于沈抚两市眼光瞄准沈佳高铁沈白段，加之线路客货运混行排图紧张，沈抚城际动车组停止运营，仅剩沈阳站与抚顺北站继续服务沈吉铁路普速列车。
2023年10月，辽宁省招标投标监管网公布招标公告，计划恢复开行市郊城际列车。